# МетЛайф Стейдиъм
МетЛайф Стейдиъм е открит стадион в Ийст Ръдърфорд, Ню Джърси, САЩ. Официално открит през 2010 година, той е построен на мястото на Джайънтс Стейдиъм и е дом на отборите по американски футбол Ню Йорк Джайънтс и Ню Йорк Джетс. Стадионът ще домакинства финала на световното първенство по футбол през 2026 година. Построяването на съоражението струва приблизително 1,6 милиарда долара, което го прави най-скъпия стадион в САЩ към този момент.
МетЛайф Стейдъм е един от двата стадиона в НФЛ, който е споделен между два отбора заедно с СоФай Стейдиъм в Ингълуд, Калифорния, които са домакин на Лос Анджелис Рамс и Лос Анджелис Чарджърс. С капацитет от 82 500, той е най-голямото съоражение в НФЛ.
Финалът на Супер Боул през 2013 година се провежда на МетЛайф Стейдиъм. Един от стадионите домакини на Световното клубно първенство по футбол през 2025 и Световното първенство по футбол през 2026, включително и на финалите.

## История
След като Джайънтс Стейдиъм навършва 30 години от неговото построяване, той се превръща в един от най-старите стадиони в САЩ. Ню Йорк Джетс имат намерение да построят стадион в Манхатън. Той трябва да е с капацитет от 85 000 места и да участва в кандидатурата на Ню Йорк, за домакинстване на лятната олимпиада през 2012. Поради нуждата от много голямо финансиране, проектът е прекратен през 2005 година. След това Ню Йорк Джайънтс се включват в общ проект за построяване на нов стадион, в който и двата отбора имат по 50% собственост.